# Pseudoplon oculatum
Pseudoplon oculatum är en skalbaggsart som beskrevs av Martins 1971. Pseudoplon oculatum ingår i släktet Pseudoplon och familjen långhorningar. Inga underarter finns listade i Catalogue of Life.